# Cayetano Valdés y Flores
Cayetano Valdés y Flores (Siviglia, 1767 – San Fernando, 1834) è stato un generale, ammiraglio ed esploratore spagnolo.
Fu un ufficiale della marina spagnola che servì durante le guerre rivoluzionarie francesi e le guerre napoleoniche, combattendo in entrambi gli schieramenti in momenti diversi.

## Biografia

### Inizio della carriera
Valdés era solo quattordicenne quando si iscrisse all'Accademia Navale di Cadice nel 1781. In quel periodo assistette alla guerra d'indipendenza americana, partecipando all'assedio di Gibilterra dalla terraferma. prese parte anche all'operazione spagnola contro Algeri, nel tentativo di sconfiggere la crescente pirateria e la schiavitù dei bianchi sponsorizzata dal Dey.

### Le spedizioni di Malaspina e Galiano
Alla fine Valdés divenne ufficiale nella spedizione scientifica di Alessandro Malaspina. Nel 1791 Malaspina gli assegnò il comando della "goleta" Mexicana, ordinandogli di esplorare lo stretto di Juan de Fuca e lo stretto di Georgia durante una spedizione guidata da un altro ufficiale di Malaspina, Dionisio Alcalá Galiano. Il termine "goleta" è l'equivalente spagnolo di schooner, magari meno attrezzata. La Mexicana iniziò il viaggio sotto forma di schooner con una vela di gabbia, salvo poi trasformarsi in brigantino.

### Guerre napoleoniche
Dopo l'uscita dall'accademia la sua carriera fu veloce, e dal 1797 era al comando del vascello Pelayo durante la battaglia di Capo San Vincenzo, quando la flotta britannica di Sir John Jervis sconfisse gli spagnoli grazie ad un'audace mossa di Horatio Nelson. In ogni caso Valdés si guadagnò grazie a questa battaglia una buona reputazione di combattente valoroso, e fu di nuovo promosso, questa volta a capo della Neptuno su cui guidò le forze spagnole fino ad Hispaniola per unirsi all'operazione franco-spagnola contro gli schiavi ribelli di Haiti, nel corso della rivoluzione haitiana.
Nel 1805 Valdés, sulla Neptuno, era di stanza a Cadice come commodoro di uno squadrone di navi, venendo chiamato a combattere quando la flotta francese tentò di prendere il mare durante la campagna di Trafalgar. Il 21 ottobre la flotta fu inseguita ed attaccata nella battaglia di Trafalgar. Di nuovo Valdés combatté duramente, la sua nave guidò la flotta nella battaglia serrata che si svolgeva alle sue spalle. Sfortunatamente le navi francesi che accompagnavano la Neptuno, guidate dall'ammiraglio Dumanior, non tornarono indietro, isolando la Neptuno che fu circondata ed obbligata ad arrendersi.
Nonostante la sua nave fosse naufragata nella tempesta che seguì la battaglia, Valdés e molti compagni sopravvissero, ed egli si ritrovò in Inghilterra nel 1808 mentre la guerra d'indipendenza spagnola stava scoppiando. Immediatamente rilasciato e tornato a casa, Valdés si arruolò nell'esercito di terra partecipando alla Battaglia di Espinosa de los Monteros sotto al comando del generale Blake. Per i servizi svolti durante la guerra fu nominato capitano generale in carica a Cadice ma, al ritorno di Ferdinando VII di Spagna, fu spogliato dei suoi titoli e riuscì per pura fortuna ad evitare la morte durante la repressione seguita al ritorno della monarchia.

### Ultimi anni
Durante la rivolta del 1820 fu nuovamente coinvolto nello schieramento repubblicano, combattendo la prima guerra civile spagnola con poco successo, dimostrandosi più esperto del ministro della guerra di un governo che durò poco tempo. Condannato a morte, fuggì a Gibilterra dove fu protetto dai britannici per dieci anni, finché nel 1833 gli fu permesso di tornare recuperando i titoli di capitano generale di Cadice e di ammiraglio. Morì nel 1834.
Fece parte della Massoneria.

## Retaggio
L'isola di Valdes, situata nello stretto di Georgia, prende il nome da Cayetano Valdés, così come il Cayetano Point sull'estremo orientale dell'isola. Altri luoghi dell'isola di Valdes ricordano il viaggio del 1792, compresi Mexicana Hill, dal nome della nave di Valdés, la Mexicana, Dibuxante (disegnatore) Point, che prende il nome dall'artista José Cardero che salpò a bordo della Mexicana, e Vernaci Point, da Juan Vernacci y Retamal, uno degli ufficiali di Valdés.